# Mantella cowanii
Espèce
Statut de conservation UICN

 EN B2ab(iii) : En danger
Statut CITES
Mantella cowanii est une espèce d'amphibiens de la famille des Mantellidae.

## Répartition
Cette espèce est endémique de Madagascar. Elle se rencontre entre 1 000 et 2 000 m d'altitude dans les hauts plateaux du centre-Est de l'île, notamment dans les environs d'Antakasina, d'Antoetra et d'Itremo,.

## Description

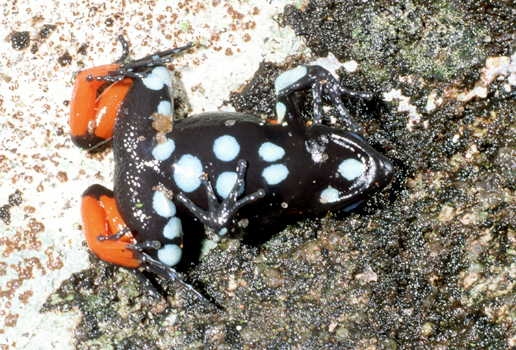
Mantella cowanii, face ventrale.

Mantella cowanii mesure de 22 à 29 mm. Son dos, sa tête et ses flancs sont noir profond. Ses membres sont tachés de rouge, exceptionnellement orange ou jaune. Cette couleur s'étendant légèrement au niveau des flancs. Une tache claire est parfois présente sous l'œil. Son ventre est noir avec des taches arrondies blanc bleuté. Certains individus, probablement des hybrides, présentent des colorations intermédiaires entre Mantella cowanii et Mantella baroni.

## Préservation
Mantella cowanii est considérée comme « en danger critique d'extinction » selon l'UICN et ce pour de nombreuses raisons :
- détérioration de ses biotopes ;
- déforestation ;
- extension des zones agraires ou utilisées pour l'élevage ;
- assèchement des zones humides ;
- fragmentation des populations ;
- hybridation ;
- braconnage...

## Étymologie
Cette espèce est nommée en l'honneur du révérend William Deans Cowan (1844–1923).

## Publication originale
- Boulenger, 1882 : Catalogue of the Batrachia Salientia s. Ecaudata in the collection of the British Museum, ed. 2, p. 1-503 (texte intégral).